# Nati nel 1932/Dicembre
| Questa pagina contiene informazioni ricavate automaticamente dalle voci biografiche con l'ausilio del template Bio e di un bot. L'aggiornamento è periodico e automatico e ricostruisce completamente la pagina. Se manca una persona in questa lista, sei pregato di non aggiungerla, ma accertati piuttosto che la sua voce biografica contenga il template Bio e che i dati anagrafici siano correttamente compilati. Se il template Bio manca, inseriscilo tu stesso o, in alternativa, metti l'avviso {{tmp\|Bio}} che ne segnala la mancanza. Se i dati riportati sono sbagliati, correggi direttamente la voce biografica; le modifiche saranno visibili in questa lista entro pochi giorni. Per chiarimenti vedi il progetto biografie. La lista contiene solo le 179 persone che sono citate nell'enciclopedia e per le quali è stato implementato correttamente il template Bio. Pagina aggiornata al 18 ago 2025. |

- 1º dicembre - Stéphane Bruey, calciatore francese († 2005)
- 1º dicembre - Carmen Lelia Cristóbal, botanica argentina († 2019)
- 1º dicembre - Eugenio Fantini, calciatore e allenatore di calcio italiano († 2016)
- 1º dicembre - Milunka Lazarević, scacchista e giornalista serba († 2018)
- 1º dicembre - John Richardson, politico, insegnante e militare canadese († 2010)
- 2 dicembre - Sergio Bonelli, fumettista e editore italiano († 2011)
- 2 dicembre - Tomaso Staiti di Cuddia delle Chiuse, politico e giornalista italiano († 2017)
- 3 dicembre - Virginia Baxter, pattinatrice artistica su ghiaccio statunitense († 2014)
- 3 dicembre - Yvon Bourrel, compositore francese († 2024)
- 3 dicembre - Corry Brokken, cantante, conduttrice televisiva e giudice olandese († 2016)
- 3 dicembre - Stan Hepton, calciatore inglese († 2017)
- 3 dicembre - Vincenzo Leanza, politico italiano († 2004)
- 3 dicembre - Gaetano Starrabba, ex pilota automobilistico italiano
- 3 dicembre - Luigi Zannier, calciatore italiano († 1988)
- 4 dicembre - François Deguelt, cantante francese († 2014)
- 4 dicembre - Eduardo Eurnekian, imprenditore argentino
- 4 dicembre - Moritz Heidegger, bobbista liechtensteinese († 1956)
- 4 dicembre - Michele Lupo, regista cinematografico italiano († 1989)
- 4 dicembre - Roh Tae-woo, generale e politico sudcoreano († 2021)
- 4 dicembre - Tengku Afzan, sovrana malese († 1988)
- 4 dicembre - Edgar Valcárcel, pianista e compositore peruviano († 2010)
- 5 dicembre - Fazu Alijeva, poetessa russa († 2016)
- 5 dicembre - Romano Artioli, imprenditore italiano
- 5 dicembre - Ray Austin, regista, produttore televisivo e attore britannico († 2023)
- 5 dicembre - Sheldon Lee Glashow, fisico statunitense
- 5 dicembre - Jim Hurtubise, pilota automobilistico statunitense († 1989)
- 5 dicembre - Germano Marri, politico italiano
- 5 dicembre - Ludwig Minelli, avvocato svizzero
- 5 dicembre - Nadira, attrice indiana († 2006)
- 5 dicembre - Little Richard, cantautore, pianista e attore statunitense († 2020)
- 5 dicembre - Jacques Roubaud, matematico, poeta e scrittore francese († 2024)
- 5 dicembre - Giampaolo Rugarli, scrittore italiano († 2014)
- 6 dicembre - John Curro, violinista, violista e direttore d'orchestra australiano († 2019)
- 6 dicembre - Genrich Fedosov, calciatore sovietico († 2005)
- 6 dicembre - Jacques Ferrière, attore e doppiatore francese († 2005)
- 6 dicembre - Brita Lindberg, ex cestista finlandese
- 6 dicembre - Adrian Monger, canottiere australiano († 2016)
- 6 dicembre - Declan Mulholland, attore britannico († 1999)
- 6 dicembre - Gaetano Scala, ex pentatleta e attore italiano
- 6 dicembre - Mirosława Zakrzewska, pallavolista, cestista e pallamanista polacca († 1985)
- 7 dicembre - Ellen Burstyn, attrice statunitense
- 7 dicembre - Rino Golinelli, pittore italiano († 2017)
- 7 dicembre - François Jacques Marie Gérard Lafortune, tiratore a segno belga († 2020)
- 7 dicembre - Policarpo Paz García, generale e politico honduregno († 2000)
- 8 dicembre - Alfio Angioli, rugbista a 15 italiano († 2022)
- 8 dicembre - Charly Gaul, ciclista su strada e ciclocrossista lussemburghese († 2005)
- 8 dicembre - Norman Lake, ex pallanuotista statunitense
- 8 dicembre - Claus Luthe, designer tedesco († 2008)
- 8 dicembre - Lorenzo Olarte, politico, banchiere e dirigente d'azienda spagnolo († 2024)
- 8 dicembre - Raffaele Russo, politico e avvocato italiano († 2024)
- 8 dicembre - Giovanni Saracco, politico e urbanista italiano († 2020)
- 8 dicembre - Eusébio Oscar Scheid, cardinale e arcivescovo cattolico brasiliano († 2021)
- 8 dicembre - Moa Tahi, attrice e modella statunitense († 2023)
- 9 dicembre - Donald Byrd, trombettista statunitense († 2013)
- 9 dicembre - Morton Downey Jr., attore e showman statunitense († 2001)
- 9 dicembre - Aimé Mignot, allenatore di calcio e calciatore francese († 2022)
- 9 dicembre - Willy Schroeders, ciclista su strada belga († 2017)
- 9 dicembre - Luigi Zambaiti, ex calciatore italiano
- 10 dicembre - Ezio Bettini, calciatore italiano († 2018)
- 10 dicembre - Vjačeslav Kurennoj, pallanuotista sovietico († 1992)
- 10 dicembre - Paolo Montecchi, fumettista italiano († 2014)
- 10 dicembre - Omar Pirrera, poeta, scrittore e saggista italiano († 2021)
- 10 dicembre - Vladimir Torban, cestista sovietico († 2011)
- 11 dicembre - Aladár Kovácsi, pentatleta ungherese († 2010)
- 11 dicembre - Mario Pistacchi, calciatore italiano († 2006)
- 11 dicembre - Richard Sipe, presbitero, psicoterapeuta e scrittore statunitense († 2018)
- 11 dicembre - Jim Tucker, cestista statunitense († 2020)
- 12 dicembre - Allan Crowshaw, ex calciatore inglese
- 12 dicembre - Jenő Dalnoki, calciatore e allenatore di calcio ungherese († 2006)
- 12 dicembre - Sally Fraser, attrice statunitense († 2019)
- 12 dicembre - Oswald Gomis, arcivescovo cattolico singalese († 2023)
- 12 dicembre - Ikuhiko Hata, storico giapponese
- 12 dicembre - Bob Pettit, ex cestista e allenatore di pallacanestro statunitense
- 12 dicembre - Giuseppe Sacchi, regista e produttore televisivo italiano
- 13 dicembre - Kalevi Hämäläinen, fondista finlandese († 2005)
- 13 dicembre - Tatsuya Nakadai, attore giapponese
- 13 dicembre - Ferenc Sipos, calciatore ungherese († 1997)
- 13 dicembre - Bruno Tognaccini, ciclista su strada italiano († 2013)
- 13 dicembre - Tong Suet-fong, ex cestista taiwanese
- 14 dicembre - Gheorghe Constantin, calciatore e allenatore di calcio rumeno († 2010)
- 14 dicembre - Mario Fabbri, magistrato italiano († 2019)
- 14 dicembre - George Furth, librettista, drammaturgo e attore statunitense († 2008)
- 14 dicembre - Abbe Lane, cantante e attrice statunitense
- 14 dicembre - Charlie Rich, cantautore e musicista statunitense († 1995)
- 14 dicembre - Albert Spaggiari, criminale e militare francese († 1989)
- 14 dicembre - Étienne Tshisekedi, politico della Repubblica Democratica del Congo († 2017)
- 15 dicembre - Charles Bozon, sciatore alpino e alpinista francese († 1964)
- 15 dicembre - John L. Burton, politico statunitense
- 15 dicembre - Ernest Cabo, vescovo cattolico francese († 2019)
- 15 dicembre - Allah Ditta, astista pakistano († 2020)
- 15 dicembre - Germain M'ba, diplomatico e politico gabonese († 1971)
- 15 dicembre - John Meurig Thomas, chimico e storico della scienza britannico († 2020)
- 15 dicembre - Roberto Zárate, calciatore argentino († 2013)
- 16 dicembre - Edgar Andrews, fisico e ingegnere britannico
- 16 dicembre - Quentin Blake, disegnatore, illustratore e scrittore britannico
- 16 dicembre - Livio Furini, imprenditore e compositore italiano († 1987)
- 16 dicembre - Lamar McHan, giocatore di football americano statunitense († 1998)
- 16 dicembre - Rodion Konstantinovič Ščedrin, compositore russo
- 16 dicembre - Henry Taylor, pilota automobilistico britannico († 2013)
- 16 dicembre - Charlie Twissell, calciatore inglese († 2023)
- 17 dicembre - Konrad Bayer, scrittore austriaco († 1964)
- 17 dicembre - John Bond, calciatore e allenatore di calcio britannico († 2012)
- 17 dicembre - Jorma Kortelainen, fondista finlandese († 2012)
- 17 dicembre - Tinka Kurti, attrice albanese
- 17 dicembre - Sonny Red, sassofonista statunitense († 1981)
- 17 dicembre - Ruth Wolff, drammaturga e sceneggiatrice statunitense
- 18 dicembre - Giovanni Bazoli, banchiere italiano
- 18 dicembre - René Fournier, ciclista su strada francese († 2023)
- 18 dicembre - José María Macarulla, docente spagnolo († 2012)
- 18 dicembre - Arnaldo Mauri, economista italiano († 2016)
- 18 dicembre - Annette Page, danzatrice britannica († 2017)
- 18 dicembre - Roger Smith, attore, produttore cinematografico e sceneggiatore statunitense († 2017)
- 18 dicembre - Jozef Vliers, allenatore di calcio e calciatore belga († 1994)
- 19 dicembre - Osvalda Giardi, altista e multiplista italiana († 2019)
- 19 dicembre - Thomas Hunter, attore statunitense († 2017)
- 19 dicembre - André Lochon, pallanuotista francese († 2014)
- 19 dicembre - Alfredo Mariotti, basso italiano († 2009)
- 19 dicembre - Jim Paxson, cestista statunitense († 2014)
- 19 dicembre - Bernhard Vogel, politico tedesco († 2025)
- 20 dicembre - Miro Allione, economista, dirigente d'azienda e saggista italiano († 2006)
- 20 dicembre - Guido De Maria, disegnatore, pubblicitario e autore televisivo italiano
- 20 dicembre - John Hillerman, attore statunitense († 2017)
- 20 dicembre - Teijirō Tanikawa, nuotatore giapponese († 2025)
- 21 dicembre - Domiciano Cavém, calciatore portoghese († 2005)
- 21 dicembre - Pierre Everaert, ciclista su strada e dirigente sportivo francese († 1989)
- 21 dicembre - Jean-Jacques Guyon, cavaliere francese († 2017)
- 21 dicembre - Hinrich Lehmann-Grube, politico tedesco († 2017)
- 21 dicembre - Werner Otto Leuenberger, pittore svizzero († 2009)
- 21 dicembre - Camillo Rossi, ex calciatore italiano
- 22 dicembre - Han Grijzenhout, allenatore di calcio e calciatore olandese († 2020)
- 22 dicembre - Dick Meredith, hockeista su ghiaccio statunitense († 2025)
- 22 dicembre - Phil Woosnam, dirigente sportivo, allenatore di calcio e calciatore gallese († 2013)
- 23 dicembre - Francesco Bizzai, ex calciatore italiano
- 23 dicembre - Vincenzo Croce, astrofisico, scrittore e divulgatore scientifico italiano († 2011)
- 23 dicembre - Noël Foré, ciclista su strada e pistard belga († 1994)
- 23 dicembre - Germano de Figueiredo, calciatore portoghese († 2004)
- 23 dicembre - Thomas Kibble, fisico britannico († 2016)
- 23 dicembre - Luciano Padovese, teologo italiano († 2022)
- 24 dicembre - Anna Maria Ackermann, attrice italiana († 2025)
- 24 dicembre - Antonio Boyer, baritono italiano († 2020)
- 24 dicembre - Colin Cowdrey, crickettista inglese († 2000)
- 24 dicembre - Earl Dodge, politico statunitense († 2007)
- 24 dicembre - Giosetta Fioroni, pittrice italiana
- 24 dicembre - Amelia Ioli Gigante, politica e docente italiana († 2013)
- 24 dicembre - On Kawara, artista giapponese († 2014)
- 24 dicembre - Allen Kelley, cestista statunitense († 2016)
- 24 dicembre - Osvaldo Picchiottino, ex sciatore alpino e allenatore di sci alpino italiano
- 24 dicembre - Adolf Polatschek, botanico austriaco († 2015)
- 25 dicembre - Bonaldo Giaiotti, basso italiano († 2018)
- 25 dicembre - Cesare Golfari, politico italiano († 1994)
- 25 dicembre - Antonina Ivanova, pesista sovietica († 2006)
- 25 dicembre - Mabel King, attrice statunitense († 1999)
- 25 dicembre - Egisto Marcucci, attore e regista italiano († 2016)
- 25 dicembre - Michihiro Ozawa, ex calciatore giapponese
- 25 dicembre - Wiebe Wolters, nuotatore e pallanuotista singaporiano († 2011)
- 25 dicembre - Štěpán Zavřel, pittore, illustratore e scrittore ceco († 1999)
- 26 dicembre - Ingo von Münch, giurista, pubblicista e politico tedesco
- 26 dicembre - Allen Rae, arbitro di pallacanestro canadese († 2016)
- 27 dicembre - Milan Vasojević, allenatore di pallacanestro jugoslavo († 1996)
- 28 dicembre - Dhirubhai Ambani, imprenditore indiano († 2002)
- 28 dicembre - Katy Bødtger, cantante danese († 2017)
- 28 dicembre - Costantino Dennerlein, nuotatore e pallanuotista italiano († 2022)
- 28 dicembre - William Kaufman, rabbino, teologo e educatore statunitense
- 28 dicembre - Ilja Kirčev, calciatore bulgaro († 1997)
- 28 dicembre - Nichelle Nichols, attrice, cantante e ballerina statunitense († 2022)
- 28 dicembre - Manuel Puig, scrittore, drammaturgo e sceneggiatore argentino († 1990)
- 29 dicembre - Serge Merlin, attore francese († 2019)
- 29 dicembre - Eva Rönström, ginnasta svedese († 2021)
- 29 dicembre - Walter Schröder, canottiere e scrittore tedesco († 2022)
- 29 dicembre - Cornelio Sommaruga, diplomatico e funzionario svizzero († 2024)
- 29 dicembre - Inga Swenson, attrice statunitense († 2023)
- 30 dicembre - Arduino Bertoldo, vescovo cattolico italiano († 2012)
- 30 dicembre - Jozef IJsewijn, latinista e filologo classico belga († 1998)
- 30 dicembre - Eugenio Ravignani, vescovo cattolico italiano († 2020)
- 30 dicembre - Paolo Villaggio, attore, scrittore e comico italiano († 2017)
- 30 dicembre - Piero Villaggio, matematico e ingegnere italiano († 2014)
- 31 dicembre - Francesco Galgano, giurista e avvocato italiano († 2012)
- 31 dicembre - Kari Kairamo, dirigente d'azienda finlandese († 1988)
- 31 dicembre - Nicolas Ruwet, linguista, semiologo e musicologo belga († 2001)